# L'Upupa und der Triumph der Sohnesliebe
L'Upupa und der Triumph der Sohnesliebe (français : La huppe ou le triomphe de l'amour filial) est un opéra de Hans Werner Henze sur un livret du compositeur d'après des légendes arabes et perses. Créé le 12 août 2003 au festival de Salzbourg sous la direction de Markus Stenz avec une mise en scène de Dieter Dorn, il est dédié à René Bosc.

## Distribution
| Rôle                                                     | Voix          | Première, 12 aout 2003 (chef d'orchestre : Markus Stenz) |
| -------------------------------------------------------- | ------------- | -------------------------------------------------------- |
| Badi'aet el-Hosn wal Dschamal, une Juive                 | soprano       | Laura Aikin (de)                                         |
| Le démon                                                 | ténor         | John Mark Ainsley                                        |
| Al Radshi Grand Vizir de Manda, l'ile des Babboins noirs | baryton       | Alfred Muff                                              |
| Malik, l'ancien Sultan of Pati                           | mezzo-soprano | Hanna Schwarz                                            |
| Dijab, le vieux tyran de Kipungani                       | basse         | Günther Missenhardt                                      |
| Al Kasim (« le partageur »), fils de Al Radshi           | baryton       | Matthias Goerne                                          |
| Adschib (« le têtu »), un autre fils, un bon à rien      | contretenor   | Axel Köhler                                              |
| Gharib (« l'inconstant »), un autre fils a sly fox       | basse         | Anton Scharinger                                         |
| Jardiniers, gardes, soldats nubiens, trois gnomes        |               |                                                          |